# Karabinek sportowy KL.154
5,6 mm karabinek sportowy KL.154 – sportowy karabinek jednostrzałowy produkcji polskiej.
Karabinek został opracowany przez Antoniego Szymańskiego i Ernesta Durasiewicza na przełomie lat siedemdziesiątych i osiemdziesiątych. Do strzelania stosuje się naboje typu long z bocznym zapłonem. Komora zamkowa, zespół lufy, gniazdo magazynka i urządzenie spustowe umieszczone są w łożu drewnianym. Zasilany jest magazynkiem pudełkowym o pojemności 5 nabojów. Ma mechanizm spustowy, który umożliwia regulację siły spustu, ruchu jałowego i roboczego spustu, oraz wzdłużnego położenia spustu. Wyposażony jest w bezpiecznik uniemożliwiający w położeniu zabezpieczonym odryglowanie zamka, oraz blokuje iglicę.